# Tribù illiriche

Tribù illiriche nell'antichità

Questa è una lista delle tribù dell'antico territorio dell'Illiria. Il termine "Illyrioi" inizialmente designava un singolo popolo che viveva in una ben limitata regione nel sud dei Balcani Con il tempo l'uso del nome si estese fino a comprendere tutti quei popoli, quali gli Istri, gli Iapodi, i Liburni (linguisticamente correlati agli Antichi Veneti), i Dalmati, alcuni gruppi di Traci ed i Pannoni (queste ultime genti almeno parzialmente, se non completamente, celticizzate), che approssimativamente, seppure etnicamente e linguisticamente differenti tra loro, vivevano nella, o erano originari della, regione geografica che sarebbe poi divenuta nota in epoca moderna come Jugoslavia.
Dopo la grande rivolta dalmato-pannonica del 6-9, i romani deportarono, divisero e reinsediarono le tribù illiriche dall'interno dell'Illiria fino alla Dacia, qualche volta causando la scomparsa di intere tribù e la formazione di nuove tribù, come i Deraemestae e i Docleatae, alcune delle quali furono mescolate con i Celti. Alcuni nomi di queste tribù sono conosciute dalle civitates romane e dalle loro decuriae, ormato dalle tribù disperse in Illiria.

## Illiri
- Gli Albani o Albanoi (in lingua greca, Ἀλβανοί) erano una tribù illirica la cui prima apparizione storica la troviamo in Claudio Tolomeo.[6] Erano cittadini di Albanopolis (Ἀλβανόπολις), posizionata al centro della moderna Albania, nell'oppidum di Zgërdhesh, vicino alla città di Krujë. L'etnonimo di Albanesi è derivato proprio da questa popolazione.[7]
- Gli Ardiaei o Ouardiaei (in lingua greca, Ἀρδιαῖοι o Οὐαρδαῖοι; in lingua latina Vardiaei[8]), erano una tribù degli Illiri che risiedevano all'interno,[9] probabilmente stanziati[10] lungo la costa adriatica. Gli Ardiaei erano divisi in 20 decuriae. La dinastia degli Ardiei governò il regno degli Illiri.
- Gli Autariati (in lingua latina Autariati).
- I Batiati (in lingua latina Bathiatae). Sono menzionati da Appiano di Alessandria nel corso delle campagne militari di Ottaviano in Illirico (35-33 a.C.).[11] Popolazione sconosciuta in altre fonti antiche.[12]
- I Bullioni (in lingua latina Bylliones).
- I Cavii.
- I Chelidoni (in lingua latina Chelidones).
- I Corcyreni (isola della Croazia), popolazione menzionata da Appiano di Alessandria nel corso delle campagne militari di Ottaviano in Illirico (35-33 a.C.).[13] Era stanziata sull'isola di Corcira Nigra e praticavano la pirateria come i vicini Liburni. Furono, infatti, attaccati e sottomessi dalla flotta romana che proveniva dalla Sicilia.[14] E se i giovani furono messi a morte, il resto della popolazione fu venduta come schiavi. Si fecero quindi consegnare tutte le navi, insieme ai Liburni, in modo da evitare che per il futuro potessero praticare ancora la pirateria.[13]
- I Daorsi (forse i Daversi o Daorsoi).
- I Dardani (popolazione della Mesia superiore).
- I Dassareti (Dassarsti, Dassarensi, Dasareti).
- I Deretini.
- I Deuri.
- I Dyestes.
- Gli Enchelei (Enchellei) erano una delle principali tribù dell'Illiria meridionale. Abitavano in una regione che si estendeva intorno al lago di Ocrida e nella Lincestide,[15] tra l'attuale Albania, Repubblica di Macedonia e Grecia. Confinavano a est con i Macedoni, a ovest con i Taulanti, a nord con i Dardani e a sud con i Dassareti.
- I Kinambroi.
- I Meliteni (isola della Croazia), popolazione menzionata da Appiano di Alessandria nel corso delle campagne militari di Ottaviano in Illirico (35-33 a.C.).[13] Era stanziata sull'isole di Melita e praticavano la pirateria come i vicini Liburni. Furono, infatti, attaccati e sottomessi dalla flotta romana che proveniva dalla Sicilia.[14] E se i giovani furono messi a morte, il resto della popolazione fu venduta come schiavi. Si fecero quindi consegnare tutte le navi, insieme ai Liburni, in modo da evitare che per il futuro potessero praticare ancora la pirateria.[13]
- I Mezei o Mazaei.
- I Melcumani.
- I Naresi erano una popolazione illirica. Sono menzionati da Appiano di Alessandria nel corso delle campagne militari di Ottaviano in Illirico (35-33 a.C.).[11] Abitavano nella valle del fiume Narenta.[14]
- I Penesti (in lingua latina Penestae).
- I Sardeati (in lingua latina Sardeates).
- I Selepitani.

## Liburni
I Liburni erano un popolo affine alla stirpe dei Paleoveneti.

## Veneti
- Carni[16]
- Catari[17]
- Catali[18]
- Istri[16]
- Lopsi
- Secussi

## Dalmati
I Dalmati (in lingua latina Delmatae) erano un'antica popolazione illirica. Essi furono più tardi celtizzati. Essi rappresentarono, secondo quanto ci racconta Appiano di Alessandria e l'interpretazione moderna del Wilkes, tra le popolazioni più difficili da sottomettere nel corso delle campagne ottaviane nell'Illirico. Cosa che avvenne nel 33 a.C.. I Delmatae avevano 342 decuriae:
- Gli Iapodi (in lingua latina, Iapodes; in lingua greca, Ιάποδες) erano una popolazione mista di genti pannoniche e celtiche, con una forte componente venetica, più tardi completamente celtizzata.
- I Baridustae erano una popolazione illirica che più tardi si trasferì in Dacia, insieme ai Pirustae e ai Sardeates. Erano una popolazione dei Dalmati.[21]

## Docleati
I Docleati (in lingua latina Docleatae; in lingua greca Δοκλεάται, Dokleatai) erano una popolazione dell'Illiria che viveva nell'attuale Montenegro. La loro capitale era Doclea (o Dioclea), da cui il loro nome. Si stabilirono ad ovest del fiume Morača, ai confini tra Montenegro e Bosnia Erzegovina. I Docleatae erano famosi per il loro formaggio, che era esportato in varie province dell'Impero romano. Erano in parte dai Taulantii, dai Pleraei (o Pyraei), Endirudini, Sasaei, Grabaei, Labeatae che portarono insieme alla rivolta dalmato-pannonica del 6-9. I Docleatae erano organizzati in 33 decuriae.
- Gli Endirudini o Interphrourinoi (in lingua greca Ἰντερφρουρῖνοι) era il nome di una tribù illirica che divenne parte dei Docleatae.[23] Erano posizionati ad est del lago di Scodra, nei pressi di Nikšić.
- I Grabei o Grabaei o Kambaioi (in lingua greca Καμβαῖοι) erano una popolazione minore tra gli Illiri che viveva attorno al lago di Scutari.
- I Labeati (in lingua latina, Labeatae; in lingua greca Λαβεάται) erano una tribù illirica che viveva (dopo la sconfitta di Parmenio) attorno a Scodra.[24]
- I Pleraei o Pyraei o Palarioi (in lingua greca Παλάριοι) erano una tribù illirca.[25]
- I Sasaei erano una popolazione illirica che divenne parte dei Docleatae.[23]

## Deraemestae
I Deraemestae o Deraemistae (in lingua latina Deraemistae) era il nome di una popolazione illirica. Erano composte in parte da altre popolazioni come gli Oxyaei, i Taulanti, i Partini, gli Emasini, gli Arthitae e gli Armistae. I Deramestae avevano 30 decuriae al tempo di Plinio il Vecchio.
- Armistae era il nome di una delle tribù appartenenti ai Deramestae.[27]
- Arthitae era il nome di una delle tribù appartenenti ai Deramestae.[27]
- Gli Emasini o Hippasinoi o Hemasini (in lingua greca: Ἱππασῖνοι)[28] era il nome di una delle tribù appartenenti ai Deramestae.[27]
- Gli Oxyaei o Ozuaei o Oxuaioi (in lingua greca: Ὀξυαῖοι) era il nome di una delle tribù appartenenti ai Deramestae.[27]
- I Partini (Parthini o Partheni o Peerthenetai; in lingua greca Παρθῖνοι, Παρθηνοί)[29] era una popolazione illirica, secondo alcuni facente parte dei Taulantii[30] che erano posizionati a nord della montagne[31] nei pressi di Epidamno, e vicini ai Taulantii. Dopo la morte di Filippo V di Macedonia, essi furono aggiunti ai domini di Pleurato, un principe alleato dei Romani.[32] La capitale era Parthus[33] che fu presa da Gaio Giulio Cesare nel corso della guerra civile romano contro Pompeo.[34] La città fortificata su due colline di Dimale, la più forte e resistente tra i popoli illiri, con due cittadelle su due cime, tra loro collegate da mura,[35] si trovava nel loro territorio. Non esiste una precisa dislocazione, anche se si sa che si trovava tra Lisso ed Epidamno. Tito Livio menziona[36] due altre fortezza: Eugenium e Bargulum, che furono poi ellenizzate. D'accordo con Robert Elsie, questo popolo viveva nella moderna Albania, tra Durazzo e Alessio, nella valle superiore del Shkumbin.[37]
- I Taulanti o Taulani (in lingua greca Ταυλάντιοι) era il nome di un gruppo di popoli illiri.[38] D'accordo con la mitologia greca Taulas (Tαύλας), uno dei sei figli di Illirio, era l'eponimo antenato dei Taulantii.[39] Vivevano sulla costa adriatica dell'Illiria (la moderna Albania), nei pressi della città di Epidamno (la moderna Durazzo).[40]
  - Abri.

## Pannoni
Qui di seguito un elenco delle popolazioni pannoniche di stirpe illirica:
- gli Amantini
- gli Andizeti, lungo la Drava
- Azali
- i Breuci
- i Catari
- i Cerauni
- i Colapiani
- i Cornacati
- i Desiziati
- i Dizioni
- i Glintidioni
- gli Iasi
- i Latobici
- gli Oseriati
- i Pirusti
- i Segestani
- i Scirtari
- i Serreti, lungo la Drava
- i Serapilli lungo la Drava
- i Varciani.

## Traci-Illiri
- Dardani erano illiri che potrebbero aver avuto origini tracie:
  - Galabri popolazione dei Dardani;
  - Tunati popolazioni dei Dardani.
- Peoniani erano vicini ai Traci.

## Iapigi (Puglia)
L'origine illirica degli Iapigi, popolazione dell'Apulia (attuale Puglia), è stata da alcuni ritenuta una possibilità, ma non è dimostrata con prove certe. Erano divisi in (proseguendo da nord a sud):
- Dauni,
- Peucezi,
- Messapi.

## Origine incerta
- Arbanitai (Arbani)
- Ardiani
- Arriani
- Atitani (Atintani)
- Brigi
- Cambei tribù della Dalmazia
- Cinambri tribù della Dalmazia
- Daversi (forse Daorsi)
- Denteleti (popolazione della Mesia superiore)
- Derbani tribù della Dalmazia
- Deremesti (Deramisti)
- Deuri
- Enotri (nell'Italia meridionale)
- Interfrurini tribù della Dalmazia
- Ortoplini
- Parentini
- Scirtoni
- Seleitani
- Triballi (popolazione della Mesia superiore di appartenenza illirica incerta)